# Kuzuko
Kuzuko (葛粉) est une poudre d'amidon faite à partir des racines de plantes : le kudzu ou l'arrow-root. Cette poudre est traditionnellement utilisée dans la cuisine japonaise pour épaissir les sauces et faire des gelées, fabriquer des aliments ayant la forme de nouilles, ou encore dans certains desserts froids.
Quelques exemples de plats pouvant contenir du kuzuko :
- ankake : liquide épaissi avec du kuzuko ;
- goma-dofu : gâteau de kuzuko avec de la pâte de sésame.

Cette poudre est aussi utilisée dans les wagashi :
- kuzu-kiri : gâteau fait avec du kuzujo prédécoupé en forme de nouilles et mangé avec du kuromitsu ;
- kuzu-zakura : aussi appelé kuzu-dama, un gâteau à base de pâte de haricot rouge, couvert de kuzuko.

Le kuzu-yu (boisson chaude à base de kuzuko) est consommé en périodes froides.
Le mitake kuzuko est un amidon fin obtenu à partir de la patate douce et utilisé dans la cuisine japonaise. Il confère une texture et douceur particulières aux plats : desserts et soupes, ou est utilisé comme épaississant.